# Berneuil (Somme)
Berneuil é uma comuna francesa na região administrativa de Altos da França, no departamento de Somme. Estende-se por uma área de 5,51 km². Em 2010 a comuna tinha 266 habitantes (densidade: 48,3 hab./km²).